# Lümanda-Kulli
Lümanda-Kulli – wieś w Estonii, w prowincji Sarema, w gminie Lääne-Saare.